# 梁之垣
梁之垣（1579年—？），字奠宸，號沂山，山東登州府登州衛軍籍。明朝政治人物。

## 生平
万历三十四年（1606年）丙午科山东乡试第三十四名舉人，萬曆三十五年（1607年）丁未成进士。初授山西陽曲縣知县，萬曆四十年升兵部主事，四十三年河南主考，四十六年丁忧归。天启元年起补兵部职方司郎中，七月，遼東经略熊廷弼请添设各监军道，梁之垣升为南路監軍副使。八月，熊廷弼议遣使宣谕朝鲜发兵牵制。副使梁之垣请行，廷弼喜，改辽东南路监军道梁之垣为行监军道，请朝廷付二十万金为军赀，以赴朝鲜，因在乡逗留而被弹劾。
崇禎五年正月，孔有德攻陷登州，巡抚孙元化及兵备道宋光兰、知府吴维城、同知贾杰、知县秦世英及乡绅梁之垣被关押于游击耿仲明宅。

## 家族
曾祖梁蘭。祖父梁诏。父梁啓泰。母浦氏。重庆下。弟之陛、之城、之藩、之屏、之紀、之綱、之维。

## 著作
著有《兵鉴》、《東遊草》。